# تیفن‌تال
تیفنتال (به آلمانی: Tiefenthal) یک منطقهٔ مسکونی در آلمان است که در باد دورکهایم واقع شده‌است. تیفنتال ۸۵۸ نفر جمعیت دارد.